# 结构洞
结构洞（英語：structural holes）是社会网络研究中的一个概念，最早由罗纳德·斯图亚特·伯特提出，指网络中拥有互补的信息来源的两个个体之间未连接形成的空缺。伯特引入这一概念是为了解释社会资本差异的根源。他的理论表明，个人在社区或其他社会结构中嵌入的方式具有某些位置优势/劣势。结构洞的相关研究跨越社会学、经济学和计算机科学等领域。

## 概念
大多数社会结构往往以密集的强连接群体为特征，也称为网络闭合。该理论依赖的基本思想是，任意一个人群内的信息、新思想和行为的同质性，往往高于两个人群之间的同质性。在两个或更多人群之间充当中间人的个体能够获得重要的比较优势。特别是不同群体间的桥梁位置，使其能够将有价值的信息从一个群体带到另一群体，或保守信息不让另一群体获得。此外，个人可以整合来自不同地方的想法，并提出最具创新性的想法。与此同时，中间人也处于不稳定的地位，因为与不同群体的联系可能很脆弱，维持起来也耗费精力。

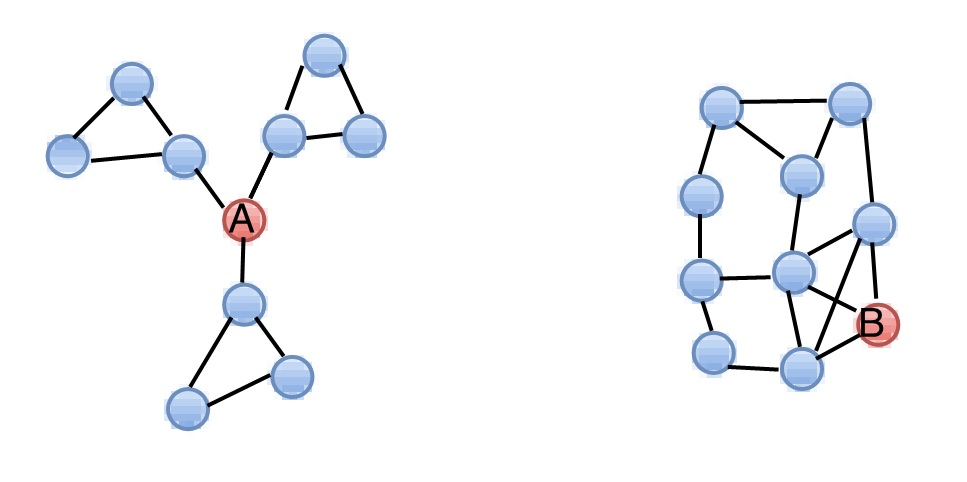
两种网络结构

若比较A、B两个节点，尽管二者的连接数量相同，但节点A比节点B更有可能获得新信息。这是因为与B相连的节点之间也是高度联系的。因此，任何可从B获得的信息，也很容易从其他节点获得。此外，B从不同连接获得的信息很可能是重叠的，因此涉及节点B的连接是冗余的。与之相对，节点A的位置使其成为三个不同群体之间的桥梁或“中间人”。因此，节点A很可能从其联系人处得到非冗余的信息。术语“结构洞”指非冗余节点之间的隔阂。由于相互之间存在空洞，它们为第三方（节点A）提供了网络效益。

## 方法

### 桥数
桥数是网络中结构洞的简单直观的度量。“桥”定义为没有其他间接联系的两个个体之间的联系。

### 有效规模

#### 伯特公式
伯特提出了网络冗余（Redundancy）的度量。其目的是估算在节点i的各联系人中，联系人j对节点i的冗余程度。冗余是在与另一节点q的关系中投入时间和精力，而节点q与节点j密切联系。
{\displaystyle {\text{Redundancy}}=p_{iq}m_{jq}}
其中piq是i在与q的联系中投入能量的比例，而mjq为j与q的交互除以j与任何人中最强的联系。
网络中的冗余可通过将所有节点q的乘积相加来算出。用1减去该表达式则表示关系的非冗余部分。i网络的有效大小（Effective size）定义为j的非冗余联系人的总和：
{\displaystyle {\text{Effective size of i's network}}=\sum _{j}\left[1-\sum _{q}p_{iq}m_{jq}\right],\quad q\neq i,j,}
每个节点与其他主要联系人断开连接的个数越多，有效大小就越大。该指标在1（网络仅提供单个连接）和连接总数N（每个联系人都是非冗余的）之间变化。

#### 博尔加蒂对伯特公式的重构
博尔加蒂（Borgatti）提出了简化公式来计算未加权网络的有效大小：
{\displaystyle {\text{Redundancy}}={\frac {2t}{n}}}
其中t是个人中心网络中的总联系数（不包括与自身的联系），n是个人中心网络中的总节点数（不包括自身）。该公式可以修改用于计算自我网络的有效大小。
{\displaystyle {\text{Effective size of ego's network}}=n-{\frac {2t}{n}}}

### 限制度
网络的网络限制度（constraint）是每个连接的限制度cij的总和：
{\displaystyle c_{ij}=(p_{ij}+\sum _{q}p_{iq}p_{qj})^{2},\quad i\neq q\neq j}
该指标衡量时间和精力集中在单个集群中的程度。它由两个部分组成：直接的（一个联系人消耗网络的大部分时间和能量）和间接的（一个联系人控制着其他消耗网络大部分时间和能量的个体）。
网络约束衡量经理的同事网络在何种程度上紧密围绕着经理，从而限制经理对其他可能的想法和支持的来源。它取决于三个网络特征：大小（size）、密度（density）和等级结构（hierarchy）。如果网络较小（只有少量联系人），并且联系人之间高度连接（如在密集网络中直接连接，或通过多层级网络中各自的中央联系人间接连接），则个体的限制度通常会更高。 

## 结构洞与弱联系
结构洞理论背后的思想与弱联系理论（weak ties theory）有一定相似之处，弱联系理论由马克·格兰诺维特（Mark Granovetter）提出。根据弱联系理论，两个人之间的关系越强，他们的联系人就越有可能重叠，从而与相同的第三方有共同的联系。这意味着桥接联系是新想法的潜在来源。因此，格拉诺维特认为。强关系不太可能传递任何新信息。
两个概念都依赖于相同的底层模型，但是仍可区分两者之间的一些差异。虽然格拉诺维特认为一个联系人是否充当桥梁取决于联系的强度，但伯特认为因果关系的方向是反过来的。因此，他更喜欢近因（桥接联系），而格拉诺维特则支持远因（关系强度）。

## 应用
富含结构洞的网络被称为创业网络，从结构洞中受益的个人被认为是企业家。该理论的应用的例子包括伯特的一项创业网络研究。他研究了公司供应链中由673名经理组成的网络，并衡量了各经理的社会中间人程度。所有的经理都要提交他们对如何改进供应链管理的想法，然后由评委进行评估。该实证研究的结果是：
- 想法的价值与个人被衡量为社会经纪人的程度是相符合的；
- 个人的工资与他们作为社会经纪人的程度相符合；
- 与其他经理讨论问题的经理薪酬更高，得到更好的正面评价，并且更可能获得晋升。